# Sweet Home (1989)
Sweet Home (jap. スウィートホーム, Suwīto Hōmu für englisch „Sweet home“) ist ein japanischer Horrorfilm von Regisseur Kiyoshi Kurosawa und dem Produzenten Jūzō Itami aus dem Jahr 1989. Der Film wurde zeitgleich mit dem gleichnamigen Computer-Rollenspiel „Sweet Home“ veröffentlicht, beide Produkte sind inhaltlich wie schöpferisch eng miteinander verbunden.

## Handlung
Eine kleine Filmcrew, bestehend aus dem Direktor Kazuo, seiner Tochter Emi, der Produzentin Akiko, dem Fotografen Ryō und der Kunst-Restauratorin und Reporterin Asuka, möchte eine Dokumentation über den vor 30 Jahren verstorbenen Künstler Ichirō Mamiya drehen. Dieser hatte in seiner riesigen Villa mehrere Fresken von unschätzbarem Wert versteckt und war kurz darauf auf mysteriöse Weise umgekommen. Wie genau er verstarb, ist unbekannt, es scheint aber, dass sein Tod mit dem Selbstmord seiner geliebten Ehefrau in Verbindung steht. Kazuo gelingt es, den Schlüssel zum Herrenhaus bei einer Auktion zu ersteigern – er war allerdings der einzige Bietende, kein anderer Auktionsteilnehmer traut sich, die Villa zu betreten.
Das Team erreicht die Villa und erkundet das Haus sogleich. Schon kurze Zeit später findet das Team die Fresken und Asuka und Ryō beginnen sofort mit ihrer Arbeit. Doch während der Dreh- und Restaurierungsarbeiten kommt es zu unerklärlichen Zwischenfällen und Asuka scheint von einem bösartigen Geist besessen zu sein: Sie gräbt vor dem Hauseingang einen Babyleichnam aus und schlafwandelt immer wieder. Bald darauf kommen sie und Ryō zu Tode und Emi wird entführt. Ein zwielichtiger alter Mann namens Ken’ichi, der eine nahe gelegene Tankstelle unterhält, erklärt Kazuo und Akiko, was genau vor 30 Jahren geschehen war: Die Ehefrau von Ichirō, von allen nur Lady Mamiya genannt, hatte ihren einjährigen Sohn verloren, als dieser im riesigen Heizofen des Hauses gespielt hatte und verbrannt war. Schuld daran war sie selbst, nachdem sie es versäumt hatte, den Ofen vor der Anzündung zu kontrollieren. In ihrer Wut und Trauer verfiel Lady Mamiya dem Wahnsinn und begann, Kleinkinder aus der Umgebung zu entführen und zu töten, in dem Glauben, so ihrem verstorbenen Sohn Spielkameraden geben zu können. Die Bewohner der umliegenden Dörfer erwischten sie schließlich und trieben sie wutentbrannt in das Haus. Als sie die Täterin ergreifen wollten, warf sich Lady Mamiya selbst in den Heizofen. Ihr verwirrter und von Verzweiflung zerfressener Geist blieb jedoch im Haus zurück, noch immer auf der Suche nach dem verstorbenen Sohn. Ichirō starb wenig später während seiner Arbeiten an den Fresken an einem Herzinfarkt. Ken’ichi, Kazuo und Akiko vermuten nun, dass Lady Mamiya Emi entführt hatte, weil sie ein Ersatzkind wollte. Allerdings sehen die drei Emis Leben gefährdet und so beschließen sie, das Mädchen zu befreien. Als jedoch der Geist von Lady Mamiya feste Form annimmt, erschrickt Kazuo und läuft weg. Ken’ichi zerschmilzt bei lebendigem Leibe vor den Augen Akikos, obwohl er ein mächtiges Schutzamulett bei sich hatte. Akiko kommt schließlich die rettende Idee, den Sarg des Sohnes von Lady Mamiya mitsamt dem Leichnam ins Haus zu schaffen, um ihn der Mutter zu übergeben. Doch das Haus stürzt stellenweise ein und Akiko schafft es nur mit Mühe, den Heizofen, in welchem Emi gefangen ist, zu öffnen. Schließlich erscheint Lady Mamiya und bedrängt Akiko, es kommt zum erbitterten Kampf um Emi. Erst als Emi dem Geist von Lady Mamiya den Sarg mit dem Leichnam ihres Sohnes übergibt, beruhigt sich der Geist. Schließlich verschwindet er und Akiko und Emi können das Haus verlassen. Vor dem Eingang zum Herrenhaus treffen sie Kazuo wieder und alle drei suchen das Weite.

## Hintergrund
„Sweet Home“ war der erste Film im Spukhaus-Stil, den Kiyoshi Kurosawa gedreht hatte, er feierte ein großes Debüt mit seinem Werk. Kurosawas Arbeit war stark von Klassikern wie The Haunting von Robert Wise aus dem Jahr 1963 sowie Tobe Hoopers Poltergeist von 1982 beeinflusst. Trotz der zahlreichen Hollywood-Einflüsse gilt „Sweet Home“ in Japan noch heute als traditioneller Spukhaus-Movie. In der Dokumentation „Building the inferno“ von 2006 verriet Kyoshi Kurosawa, dass er ursprünglich den nicht minder bekannten Produktionsdesigner Haruyasu Kurosawa um dessen Unterstützung bitten wollte. Leider war Haruyasu mit eigenen Fernsehproduktionen stark ausgelastet, sodass er nicht genügend Zeit aufbringen konnte.
Zeitgleich zur Filmveröffentlichung wurde 1989 ein Computer-Rollenspiel mit dem gleichnamigen Titel „Sweet Home“ herausgebracht, das von Capcom für den Famicon vertrieben wurde. Film und Spiel weisen immense inhaltliche Gemeinsamkeiten auf, was darauf zurückzuführen ist, dass der Produzent Jūzō Itami an beiden Werken mitgearbeitet hatte, Film und Spiel stammten also aus derselben Feder. Es gibt allerdings anhaltende Debatten darüber, was zuerst auf den Markt kam, der Film oder das Spiel. Grund hierfür ist zum einen, dass Tag und Datum der Filmveröffentlichung fehlen (das Spiel kam am 15. Dezember 1989 raus). Zum anderen wurde die Werbung zu Spiel und Film aus Ausschnitten von beidem zusammengesetzt und das Spiel machte Werbung für den Film und umgekehrt.
Sowohl der Film als auch das Spiel können dem traditionellen Schema des „rachsüchtigen Geists“ zugeordnet werden. Dieser Typus geht auf japanische Legenden zurück, wie zum Beispiel der „Breitmaul-Frau“ (Kuchisake-onna). Diesem weiblichen Yōkai wird u. a. nachgesagt, dass er kleine Kinder entführe und quäle. Auch in „Sweet Home“ spielt eine rachsüchtige und kindertötende Mutter die tragende Feind-Rolle, die männlichen Protagonisten erweisen sich als eher schwächlich und nutzlos. Dabei wird ein traditionelles Gesellschaftschema aufgegriffen, nämlich der Aufruf, von moderner, westlich wirkender (vermeintlicher) Übermodernisierung zurück zu alten Traditionen zurückzukehren: Die Filmcrew von Kazuo hantiert mit modernsten Geräten und scheitert kläglich, der alte Yamamura hingegen vertraut auf Willenskraft und magische Amulette und kann den Feind immerhin schwächen. Die Storyline von „Sweet Home“ inspirierte viele japanische Regisseure bei ihren späteren Werken des gleichen Genre, erwähnenswerte Beispiele sind Ju-on, Apartment 1303 und Carved. Film und Spiel dienten auch als direkte Vorlage zur berühmten Resident-Evil-Reihe (in Japan unter dem Titel „Biohazard“ bekannt), tatsächlich war der erste Teil von Resident Evil zunächst als Neuauflage, dann als Fortsetzung zu „Sweet Home“ vorgesehen. Dann aber wurde Resident Evil als neue, eigenständige Spielreihe konzipiert und veröffentlicht.

## Produktion
Gedreht wurde in den Tōhō-Studios, eines der ältesten und größten Filmstudios Japans. Im Westen ist es vor allem wegen seiner Kaiju (Monsterfilme wie Godzilla) bekannt. Regie führte Kiyoshi Kurosawa, die Produktion leitete Jūzō Itami und den Schnitt übernahm Akira Suzuki. Die Musik komponierte Masaya Matsuura, die Kameraleitung oblag Yonezō Maeda und für die Maske waren Etsuko Egawa und Kazuhiro Tsuji zuständig. Über finanzielle Erfolge oder Auszeichnungen ist nichts bekannt.